# 第114戦術航空旅団 (ウクライナ空軍)
第114戦術航空旅団(ウクライナ語: 114-та бригада тактичної авіації)は、ウクライナ空軍の航空部隊。

## 歴史

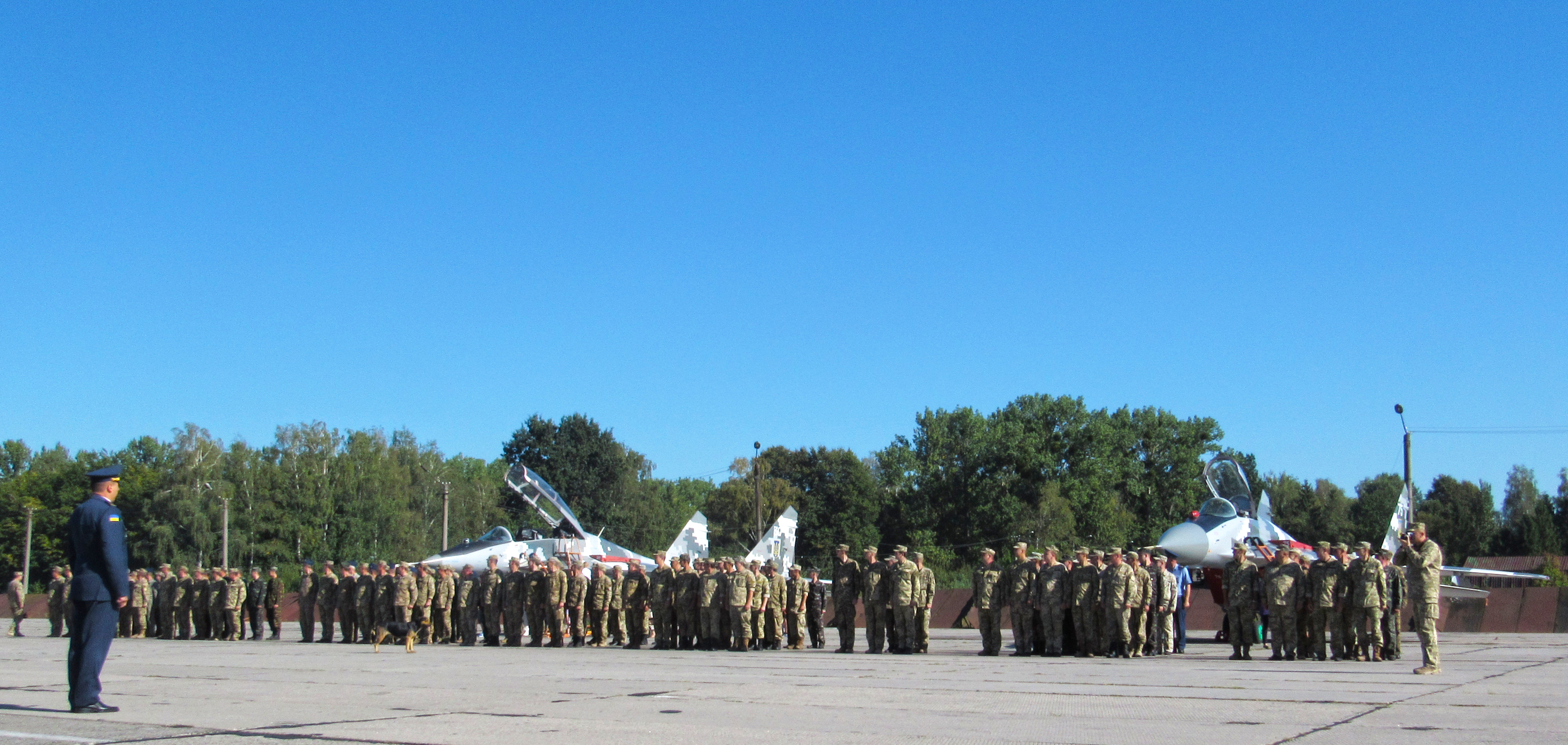
114 BrTAの隊員

1992年1月19日、前身である第114タリン赤旗戦闘航空連隊の隊員はウクライナへの忠誠を誓った。
2002年12月2日、国防大臣の指示により、第114戦闘航空連隊は支援部隊と統合され、戦術航空旅団に改編された。
2005年12月1日以来、部隊はウクライナ防空軍で戦闘任務を行っていた。

### ドンバス戦争
2014年、ドンバス戦争開始以来、部隊は戦闘任務に就いている。2014年夏には統合グループが結成され、親ロシア派分離主義者の部隊を攻撃するための戦闘に参加した。

## 装備の更新
2012年6月24日、リヴィウ航空機修理工場で近代化されたMiG-29MU1が旅団に引き渡された。
2014年4月10日、旅団は修理されたMiG-29戦闘機（b/n 10）を受け取った。
2015年1月5日、オゼルネ飛行場で、ポロシェンコ大統領はリヴィウ航空機修理工場の修理済み航空機2機、MiG-29（b/n 57）とMiG-29UB（b/n 86）を第114戦術航空旅団のために空軍に引き渡した。
2015年12月30日、リヴィウ航空機修理工場はオーバーホールされたMiG-29戦闘機（b/n 71）を第114戦術航空旅団に引き渡した。
2016年3月29日、第114戦術航空旅団は、リヴィウ航空機修理工場で修復されたMiG-29最前線戦闘機4機（b/n 72、b/n 73、b/n 75、b/n 76）とオデッサ航空機修理工場で修復された戦闘練習機L-39（b/n 72、b/n 123）2機を受け取った。

## 構造
- 旅団本部
- 第1飛行隊
- 第2飛行隊
- 航空TECH（ロシア語版）
- 飛行場整備大隊
  - 技術部隊
  - 飛行場運営部隊
  - ガス供給部隊
- 物資サポート部隊
- 第128警備中隊
- 消防小隊
- 医療センター
- 自動車 CURRENT

## 伝統
2009年6月5日、旅団は名誉称号「第114イヴァーノ＝フランキーウシク・タリン赤旗勲章戦術航空旅団」を授与された。
2015年11月18日以降、統合軍改革の一環として、ソ連時代の名誉称号は廃止され、旅団は第114戦術航空旅団に改名された。
2022年8月24日、ウォロディミル・ゼレンスキー大統領より、勇気と勇敢さに対する栄誉賞を授与された。